# 馬哈茂德汗
馬哈茂德汗（?—1467年），喀山大汗，兀鲁·穆罕默德之子。馬哈茂德到喀山后弑父。1445年-1466年在位时代完成汗国建国。
外交方面繼續对莫斯科公国战事，1445年抓住瓦西里二世。在他答应交贡金后送他回莫斯科，1448年又发兵莫斯科。当时有一个王子卡西姆到俄国，莫斯科为他成立卡西姆汗国为缓沖国，他死后哈里里即位。
| 前任者： 兀魯·穆罕默德 | 喀山汗國君主 1445年–1466年 | 繼任者： 哈里里 |